# Glypturus winslowi
Glypturus winslowi är en kräftdjursart som först beskrevs av John R. Edmondson 1944.  Glypturus winslowi ingår i släktet Glypturus och familjen Callianassidae. Inga underarter finns listade i Catalogue of Life.